# Veit Stoss

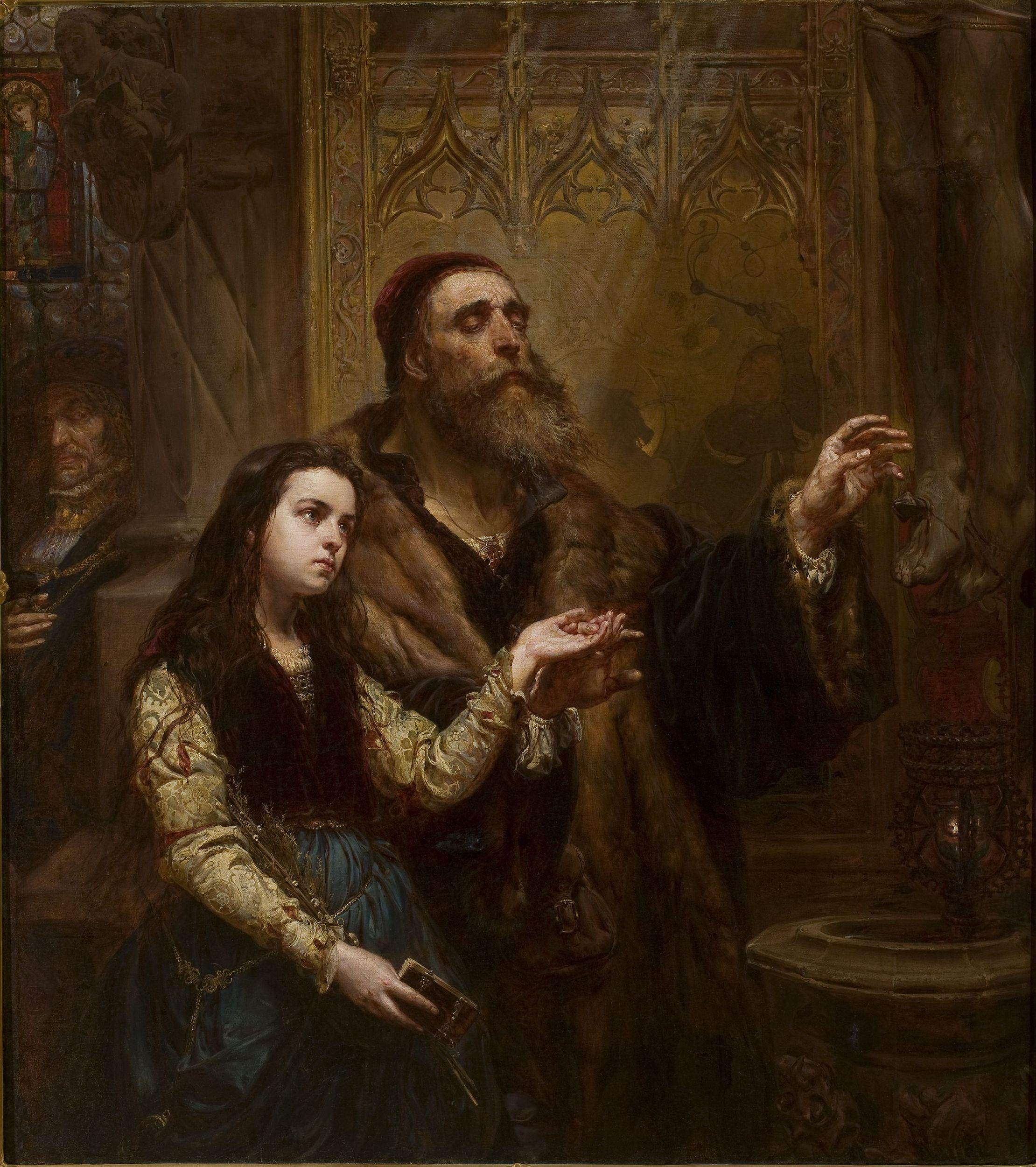
Veit Stoss a lányával, Jan Matejko festménye

Veit Stoss (Horb am Neckar, kb. 1447/48 – Nürnberg, 1533) német szobrász, festészettel és rézmetszéssel is foglalkozott. 
1477-ben Krakkóba ment és egész 1496-ig ott tartózkodott. Itt készített számos munkája közül legkitűnőbb a krakkói Boldogasszony templomának gazdagon faragott főoltára. Az oltár középső része Mária halálát és megkoronázását ábrázolja: a térden állva haldokló Máriát az apostolok veszik körül, mindegyik önálló egyéniség. Az oltár szárnyain Mária és Krisztus életéből vett jelenetek láthatók, benne a korabeli városi és falusi élet jellegzetes figuráival. Szintén Veit Stosstól származik IV. Kázmér lengyel király vörös márványból készült síremléke is a Waweli székesegyházban, valamint Olesnicki érsek márvány síremléke a Gnieznói székesegyházban. 
1496-ban hazatért Nürnbergbe és az oltároknak, egyes alakoknak és csoportoknak nagy számát faragta ki fából, a neki tulajdonított művek nagy részének hitelessége azonban még most sincs megállapítva.

## Művei
- Rózsakereszt-tábla (nürnbergi germán múzeum)
- Krisztus kínszenvedéséből vett jeleneteket ábrázoló három kő dombormű a nürnbergi Sebaldus-templomban
- Az angyali üdvözlet (nürnbergi Lőrinc-templom)
- Fából faragott nagy feszület (Szent Kereszt-kórház)

## Jegyzetek

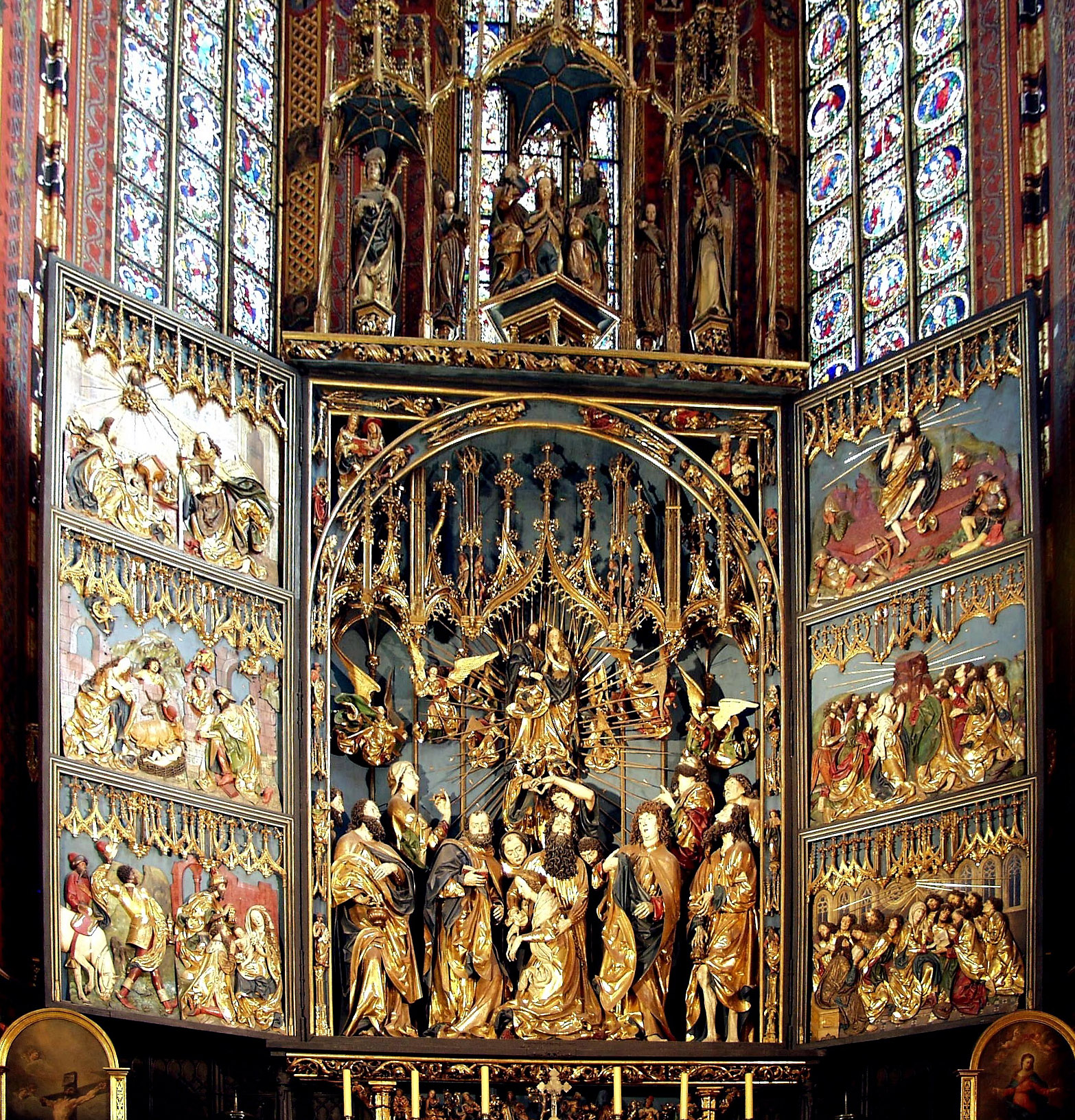
A krakkói oltár